# Park v ulici Rooseveltova
Park v ulici Rooseveltova (kódové označení 123/029/2738) se nachází v Praze v Bubenči u křižovatky ulic Jugoslávských partyzánů a Rooseveltova. 

## Historie
Dnešní rozsah parku v Rooseveltově ulici byl určen regulací Nových Dejvic ve 20. letech 20. století podle návrhu českého architekta, urbanisty a teoretika architektury Antonína Engla.  Obdélníkový park o rozměrech 100 x 30 metrů (a plochou 3000 metrů čtverečních) je situován kratšími stranami ve směru sever–jih. Park nese jméno podle ulice, která ho po obou jeho delších stranách obepíná a která připomíná Franklina Delano Roosevelta (1882–1945), amerického státníka a 32. prezidenta USA (v letech 1933 až 1945).

### Jiné názvy ulice Rooseveltova
Původní název ulice Rooseveltova v letech 1911 až 1940 zněl „Bučkova“ a připomínal Josefa Ignáce Bučka z Heraldic (1741–1812), rakouského osvíceného právníka a univerzitního profesora, který (jako majitel statku v Ovenci od roku 1786)  založil původní sady u Podbabské silnice. V době druhé světové války (přesněji v letech 1940 až 1945) pak nesla ulice název „Radeckého“ (německy Radetzky–Strasse) po českém hraběti a rakouském polním maršálu, účastníku napoleonských válek Janu Josefu Václavu Radeckém z Radče (1766–1858).

### Rekonstrukce v roce 1998
V roce 1998 nechala Městská část Praha 6 park kompletně zrekonstruovat. Na jeho kratší východní straně k parku přiléhají podzemní kontejnery na tříděný odpad. Druhá kratší strana – západní – přiléhá k ulici Jugoslávských partyzánů. Původně se zde nacházela nevzhledná betonová transformační stanice. Ta byla při rekonstrukci přesunuta blíže ke středu parku a zabudována do objektu ve tvaru osmibokého zeleného altánu. V prostoru mezi ulicí Jugoslávských partyzánů a tímto altánem bylo zbudováno dětské hřiště. Úzký prostor nad delší severní hranou parku vyplňuje parkoviště pro osobní vozy. Celý park získal městský vzhled se zelení vymezenou plůtky a novou dlažbou s prvky drobné architektury.

## Fotogalerie

Park v proměnách času
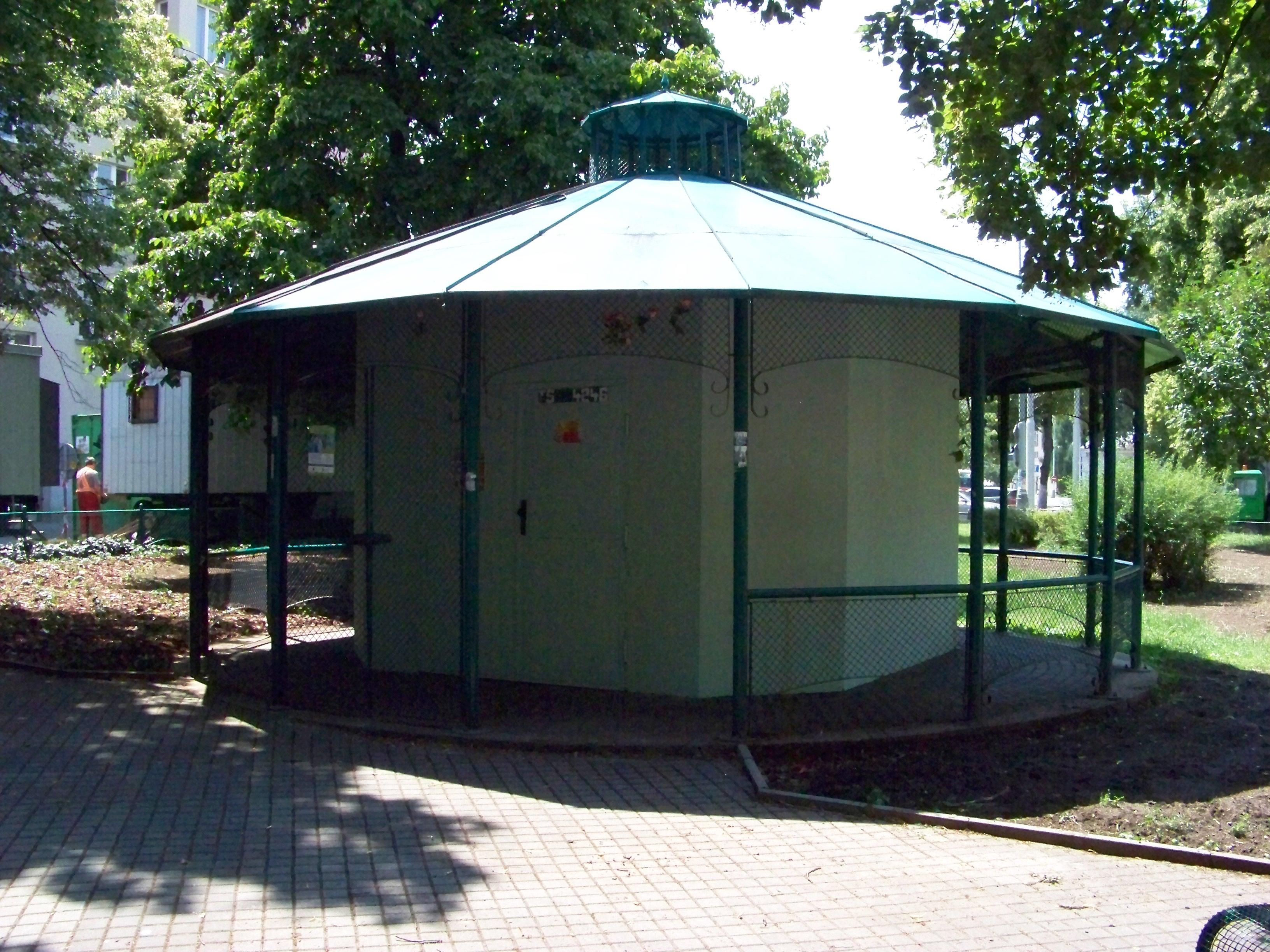
Trafostanice v parku (2011)
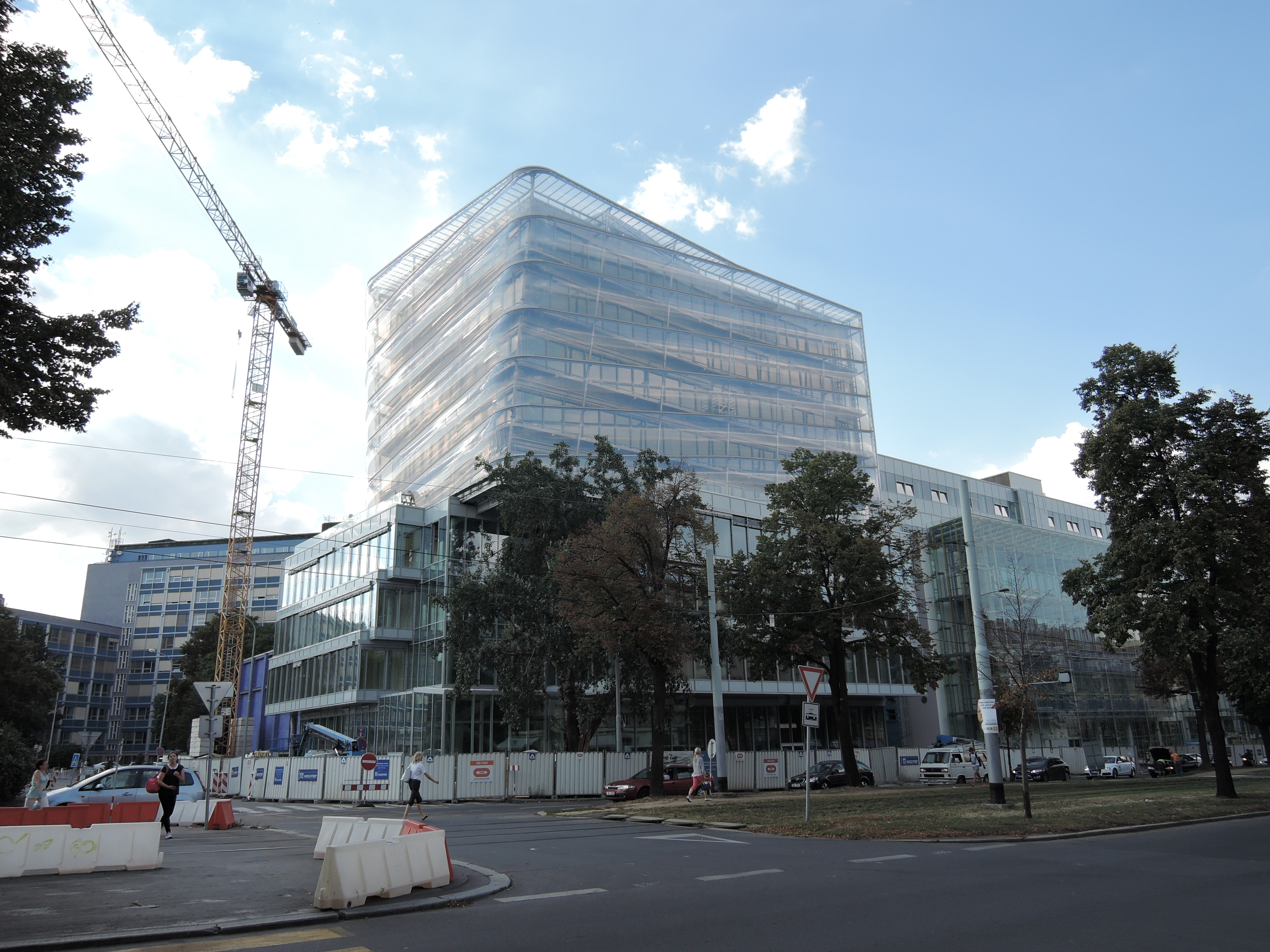
Pohled z parku na stavbu budovy Českého institutu informatiky, robotiky a kybernetiky (2016)
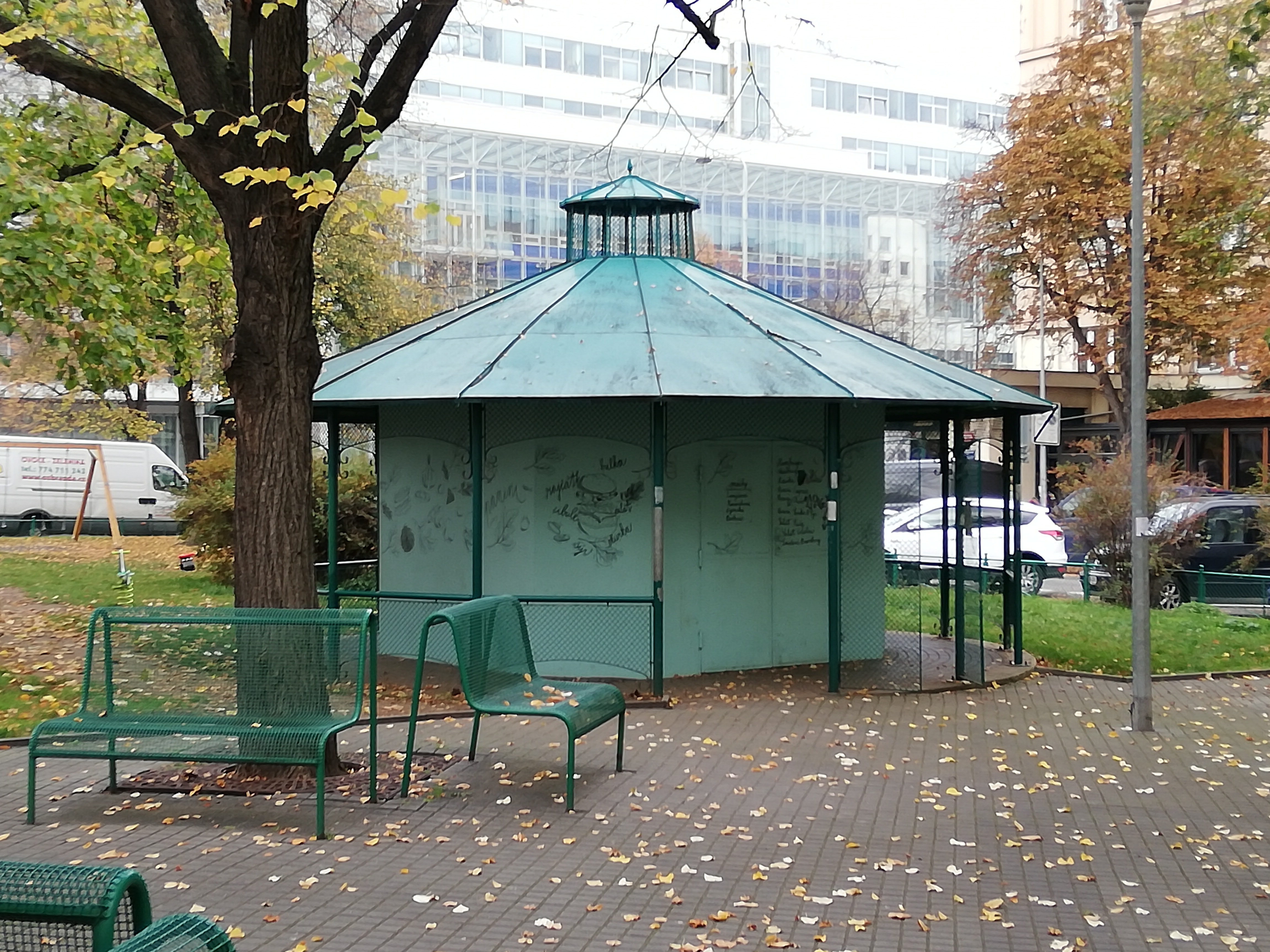
Trafostanice v parku (2019)